# Diwnynske
Diwnynske (ukrainisch Дівнинське; russisch Девнинское Dewninskoje) ist ein Dorf in der ukrainischen Oblast Saporischschja mit etwa 660 Einwohnern (2001).

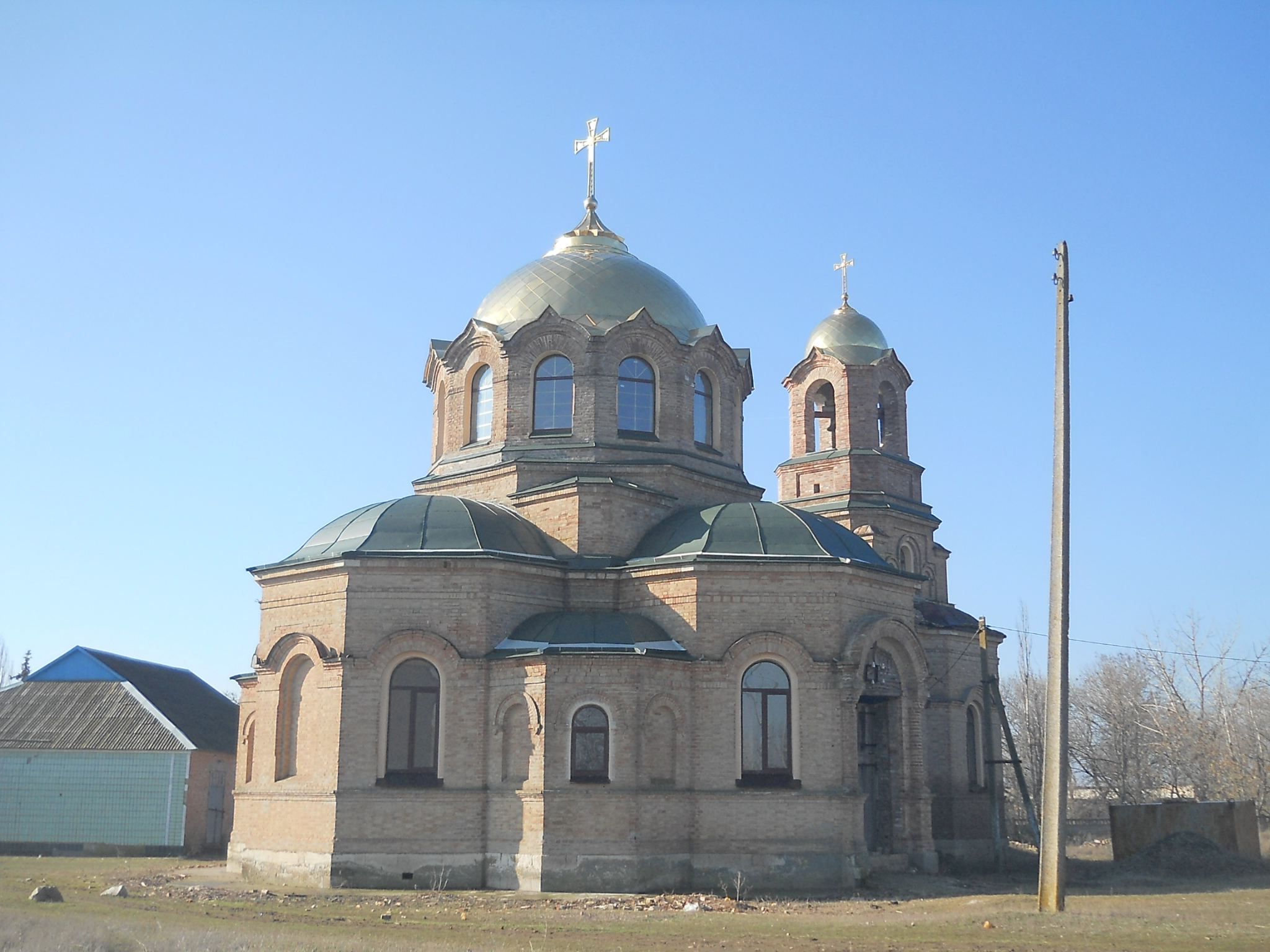
Kirche im Ort

Das Dorf wurde 1861 von albanischstämmigen Siedlern aus dem bessarabischen Dorf Karakurt unter dem albanischen Namen Taz gegründet.
Diwnynske ist die einzige Ortschaft der gleichnamigen, 42,36 km² großen Landratsgemeinde im Süden des Rajon Pryasowske.
Die Ortschaft liegt am Ufer des Aktschokrak (Акчокрак), einem 25 km langen, rechten Nebenfluss der Domusla, 12 km südwestlich vom ehemaligen Rajonzentrum Pryasowske, 38 km südöstlich der Großstadt Melitopol und 160 km südlich vom Oblastzentrum Saporischschja.
Am 27. November 2017 wurde das Dorf ein Teil der Landgemeinde Oleksandriwka, bis dahin bildete es die gleichnamige Landratsgemeinde Diwnynske (Дівнинська сільська рада/Diwnynska silska rada) im Südwesten des Rajons Pryasowske.
Seit dem 17. Juli 2020 ist sie ein Teil des Rajons Melitopol.